# Annoying Orange
Annoying Orange er en amerikansk internetserie, skabt af Dane Boedigheimer, der handler om en talende appelsin og hans venner som også er talende fødevarer. Serien startede i 2008, og har sidenhen fået flere milliarder views på YouTube. Desuden har serien fået en TV-version på Cartoon Network. Seriens karakterer gæsteoptrådte i Fred-episoden Fred Goes Grocery Shopping ft. Annoying Orange.

## Karakterer
- Annoying Orange (Dane Boedigheimer): Hovedpersonen, en talende appelsin som ofte irriterer de andre figurer.
- Pear (Dane Boedigheimer): En talende pære, og Orange's bedste ven.
- Midget Apple (Dane Boedigheimer): Et brunt æble, der altid bliver mobbet.